# Iglesia fortificada de Saschiz
La iglesia fortificada de Saschiz (en rumano: Biserica fortificată din Saschiz; en alemán: Kirchenburg von Keisd) es una iglesia fortificada luterana de confesión augustana emplazada en la pequeña ciudad de Saschiz (Mureș), en la región rumana de Transilvania. Fue construida por la comunidad originariamente alemana de los sajones de Transilvania en una época en la que la zona pertenecía al Reino de Hungría. Inicialmente católica, fue convertida al culto luterano tras la Reforma protestante. Junto con el pueblo circundante, forma parte del conjunto de las «Aldeas con iglesias fortificadas de Transilvania», un sitio reconocido por la UNESCO como Patrimonio de la Humanidad (ref. 596bis-005).

## Descripción

### Iglesia y entorno

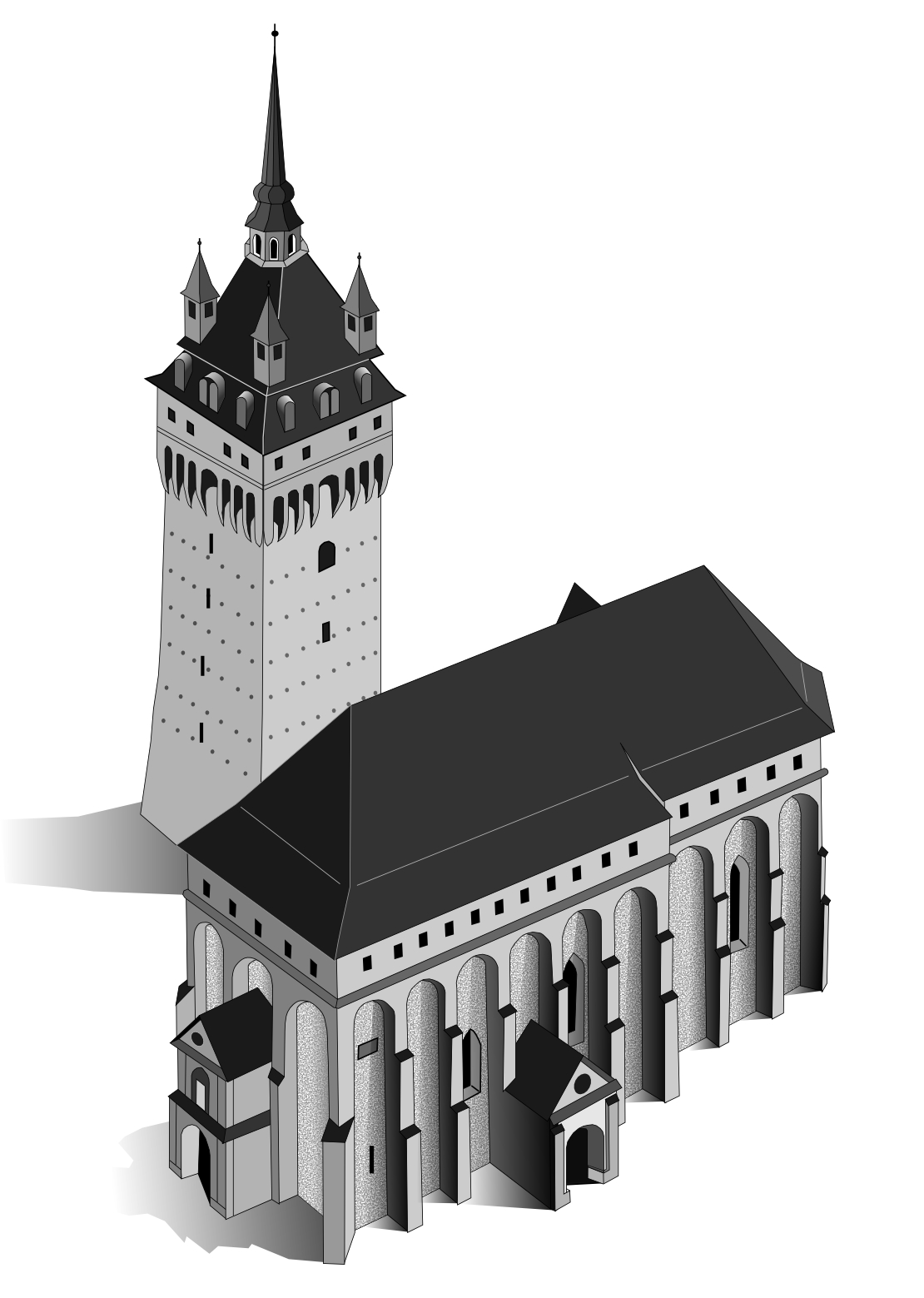
Axonometria digital de la iglesia

La construcción de una gran iglesia fortificada del gótico tardío se inició en 1493 en el sitio de una basílica románica, y la estructura principal se terminó en 1496. La iglesia estaba dedicada a san Esteban I de Hungría. Aún permanecen algunos pagos de las autoridades de Sibiu fechados entre 1494 y 1525 por la construcción de la iglesia. Entre 1503 y 1507 el pueblo recibió una indulgencia papal por petición de un feligrés, y dejó de estar obligado a acuartelar tropas o mandar provisiones al ejército del Reino de Hungría.
La edificación, construida con piedra de cantera, es una iglesia de salón reforzada por 22 contrafuertes, con una nave amplia y un coro cerrado en tres lados. Se construyó una planta defensiva de ladrillos sobre el coro, y hay otras dos sobre el techo abovedado de la sacristía. Se accede a estas plantas a través de dos pequeñas torres de ladrillo en la parte oeste de la iglesia. La parte defensiva es ligeramente más ancha que la sala inferior. El techo de la nave, también abovedado, fue reconstruido en 1878. La decoración interior es principalmente barroca, y solo el púlpito del coro, ricamente decorado, es gótico. En las paredes exteriores se conservan fragmentos de inscripciones. En la iglesia destacan los dos portales en arco en los lados norte y sur, las ventanas superiores con sus delicados detalles góticos, el altar barroco y sus decoraciones florales en madera tallada, así como el órgano de 1786.

### Fortificaciones y reconocimiento
El complejo estaba rodeado por una poderosa muralla defensiva, el perímetro de la cual está marcado en la actualidad por una valla. La única porción que sobrevive es la torre norte, que fue dotada de una prominente aguja en 1677, y está situada a 10 m de la iglesia. Su tejado de pizarra multicolor se puede ver desde lejos; tiene doce buhardillas (tres a cada lado) y cuatro torres pequeñas en las esquinas.
En una colina cercana se construyó una ciudadela en el siglo XIV para proteger a los campesinos, pero solo quedan ruinas. Se encontraba a 2 km del centro del pueblo, de forma que la gente proveniente de lugares cercanos también pudiera refugiarse allí. Según está documentado, se trataba de un regalo de una mujer sin hijos que lo legó a los residentes. La leyenda dice que la colina está embrujada por un gigante protector con un lazo que emite sonidos fantasmales una noche al año. Esta distancia es una razón por la que la iglesia fue fortificada, de forma que sus habitantes tuvieran un acceso más fácil a un refugio.
Los terremotos de 1977, 1986 y 1990 dañaron la iglesia y la torre. La proximidad de la ruta europea E-60 deja el sitio en estado de vulnerabilidad.

## Catalogación como patrimonio histórico
En 1999, Saschiz, junto con otros cinco sitios, fue añadido a Biertan, ya catalogado anteriormente, para formar el sitio de las aldeas con iglesias fortificadas de Transilvania, inscrito con este nombre en la Lista del Patrimonio de la Humanidad de la UNESCO (ref. 596bis-005).
Además, la iglesia está catalogada como un monumento histórico (MS-II-a-A-15782) por el Ministerio de Cultura y Patrimonio Nacional, y la muralla y la torre están catalogadas con otra entrada junto con las ruinas de la ciudadela.

## Galería de imágenes

Iglesia fortificada de Saschiz
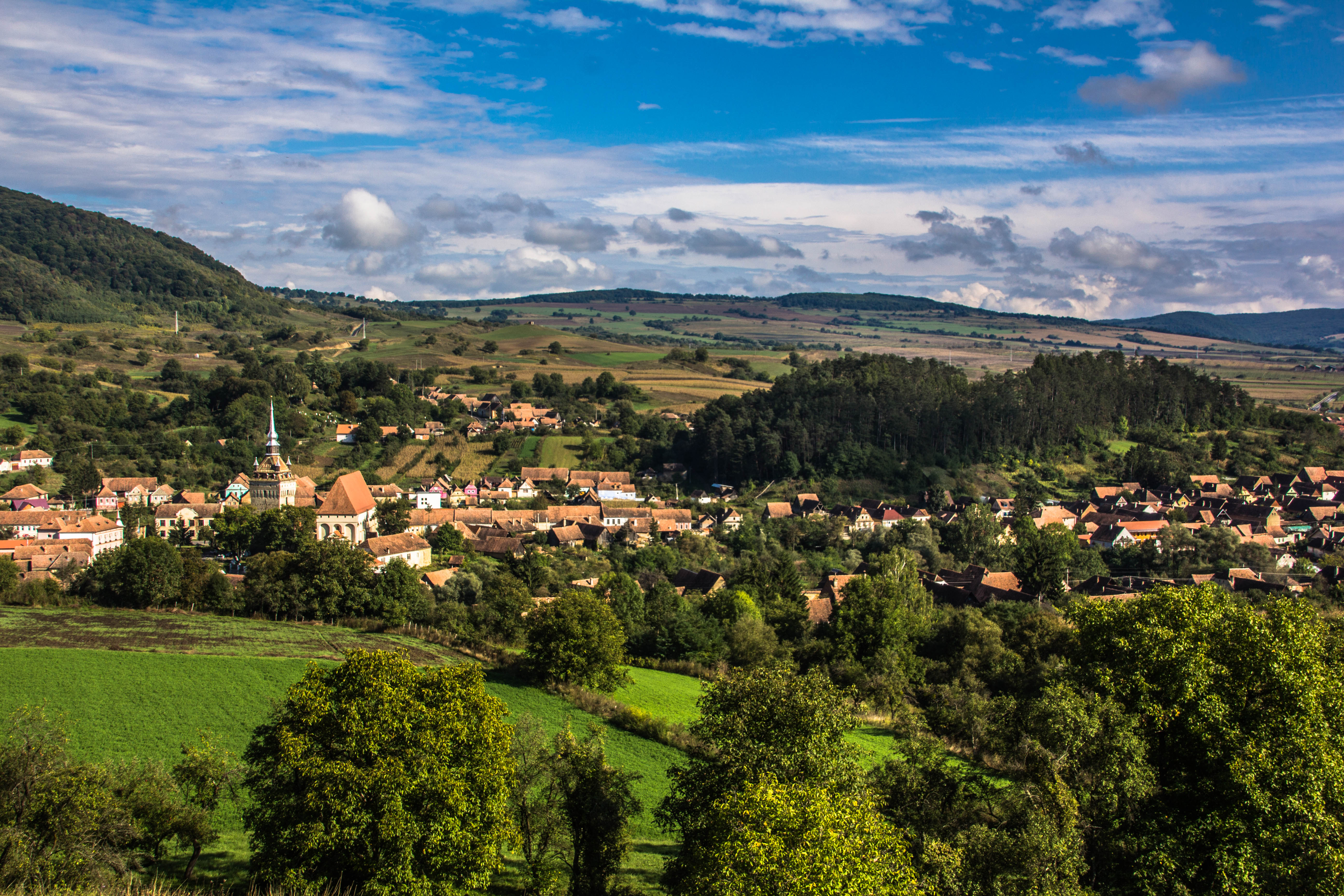
Vista general de Saschiz, con la iglesia a la izquierda
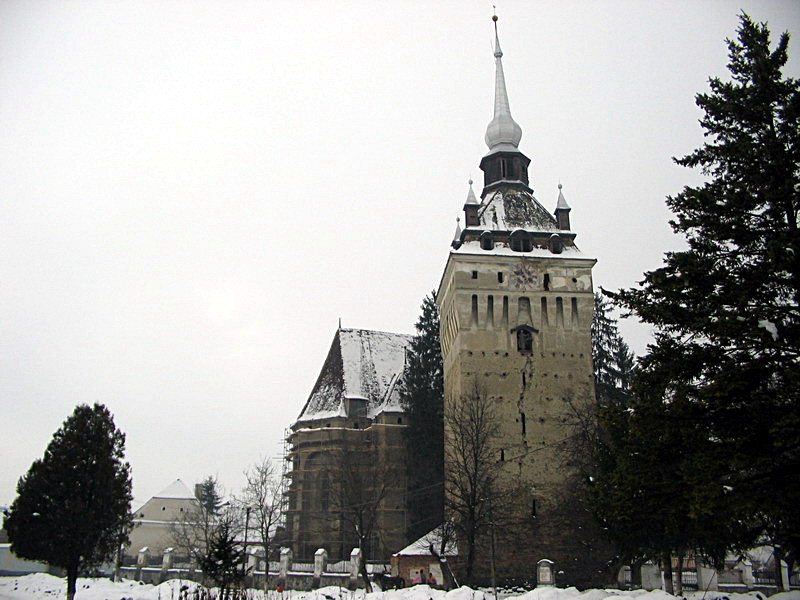
Iglesia en invierno
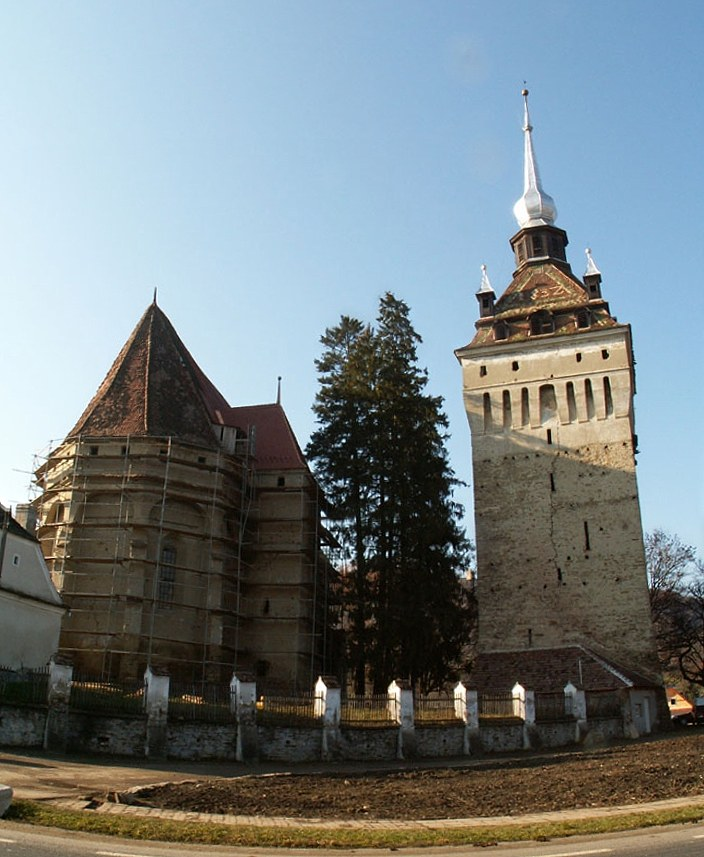
Vista de la iglesia con la verja
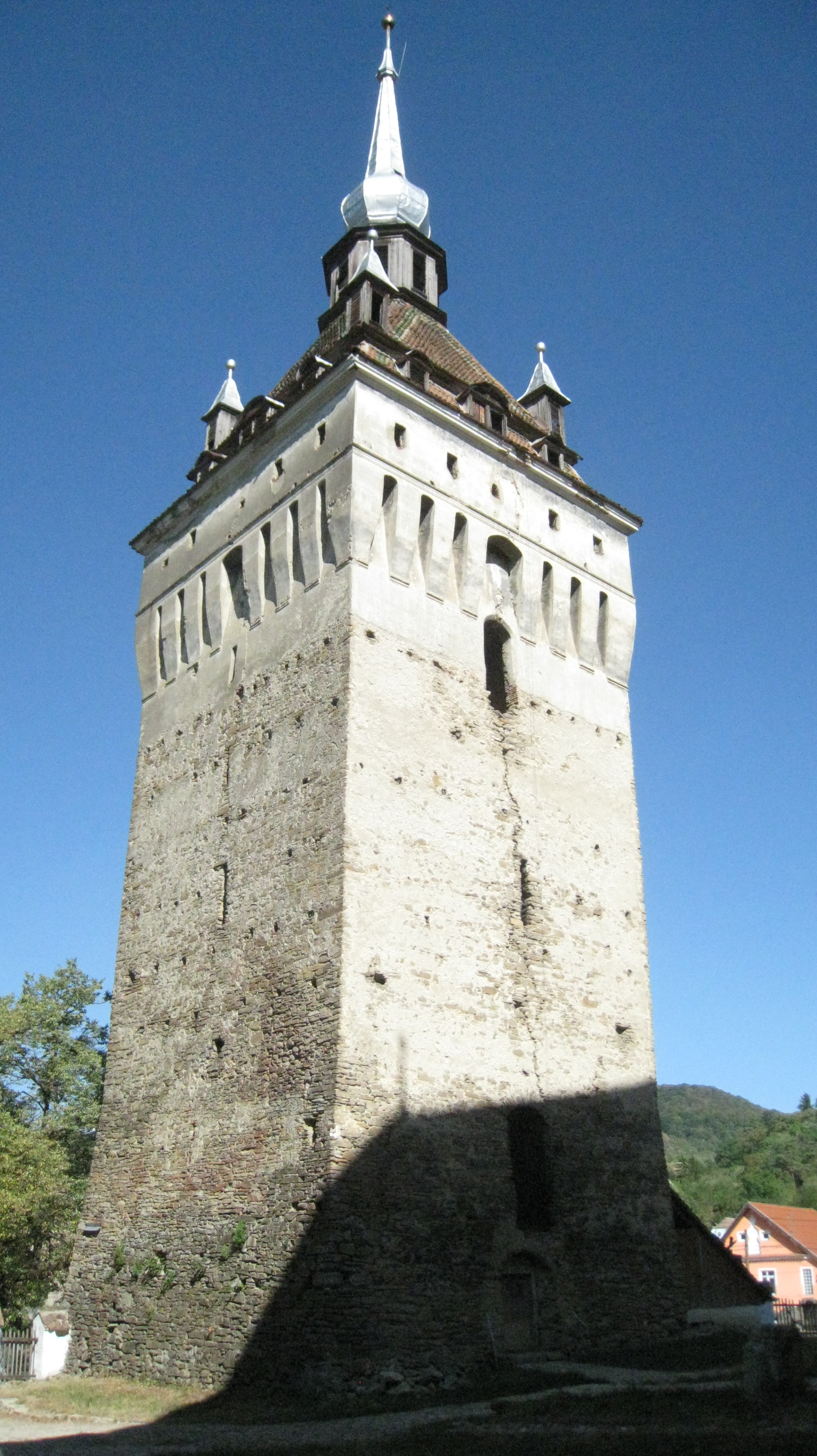
Torre
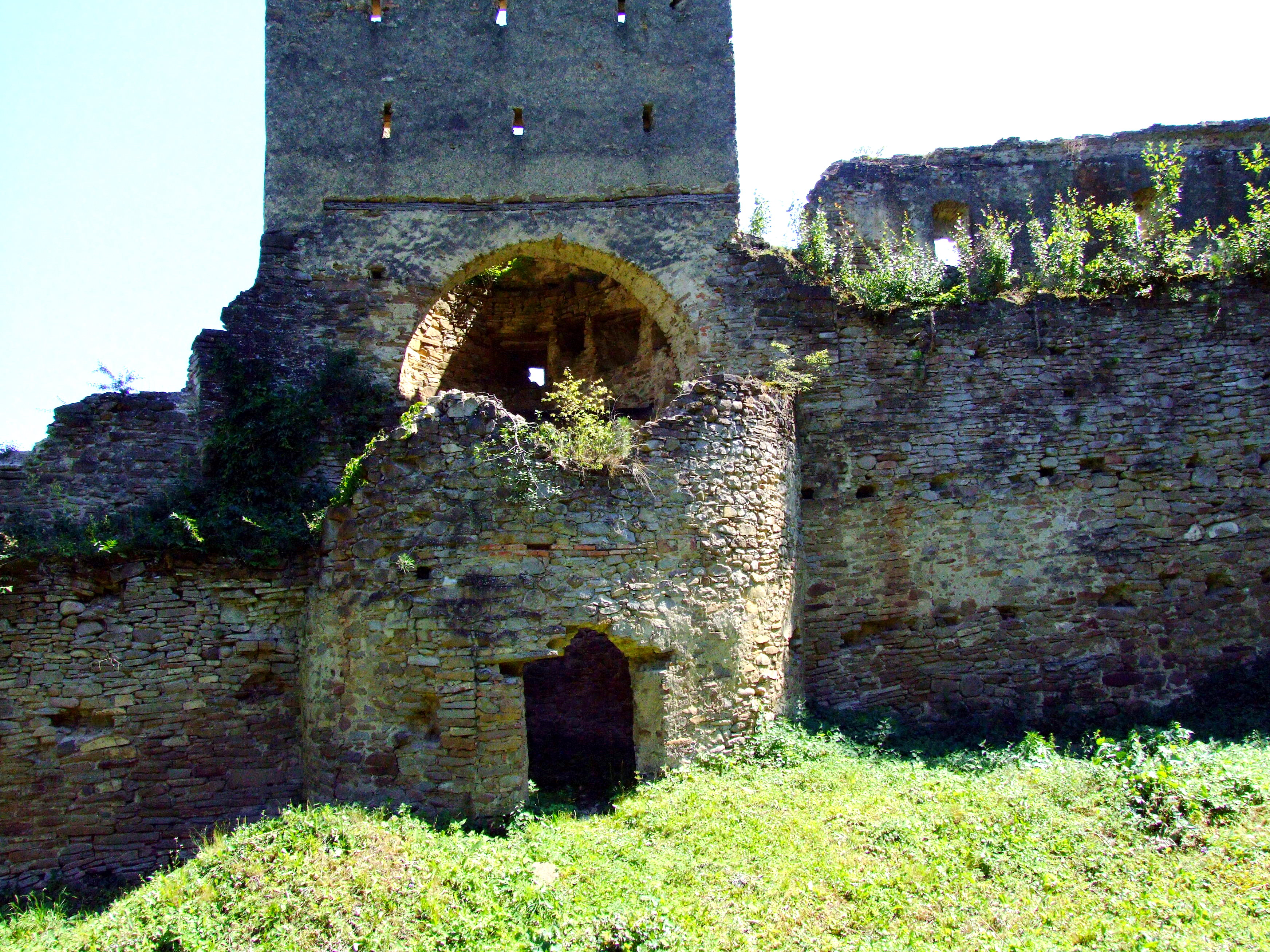
Ruinas de la ciudadela

Interior de la iglesia
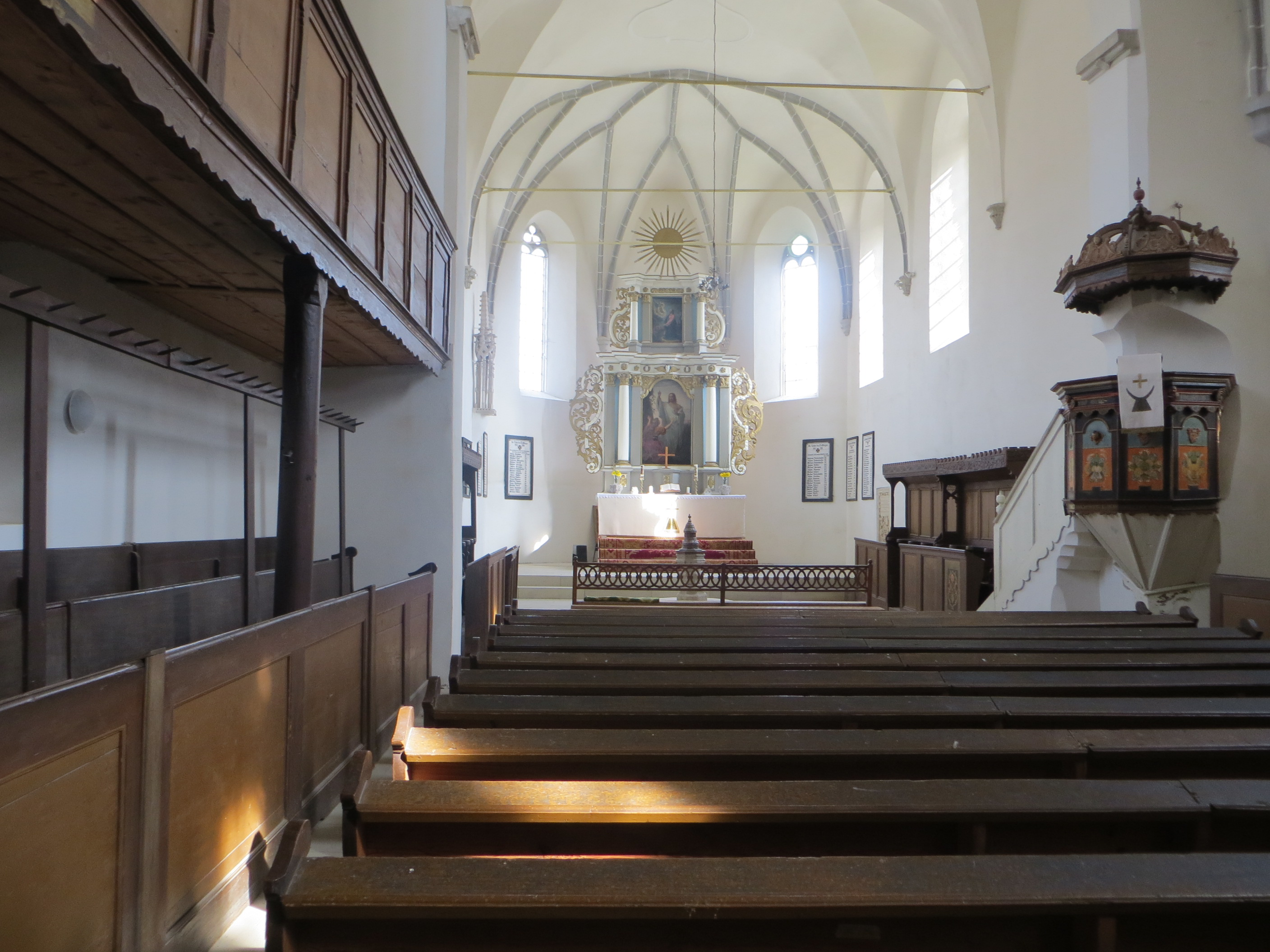
Vista de la nave
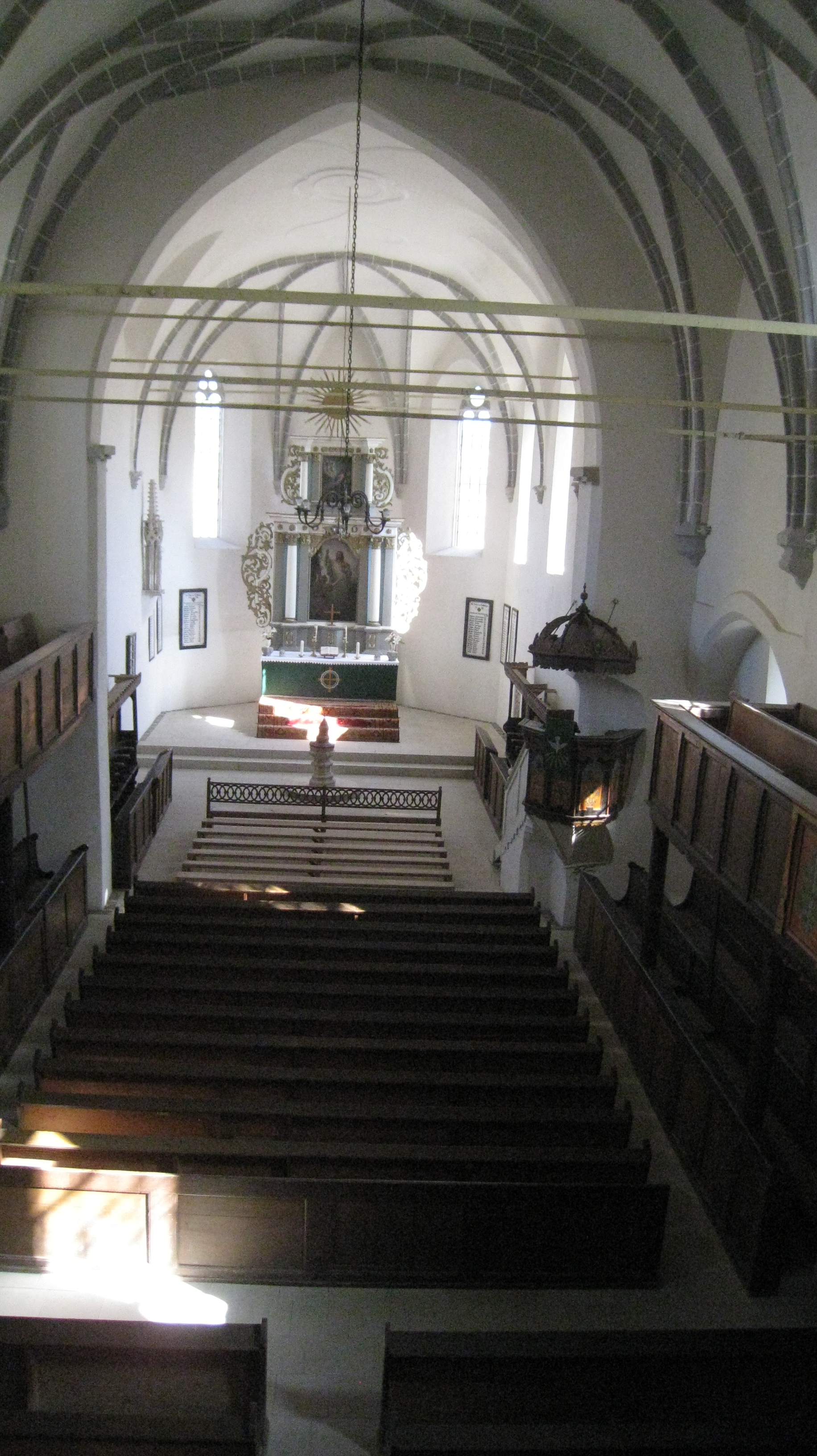
Interior de la iglesia desde la tribuna del órgano
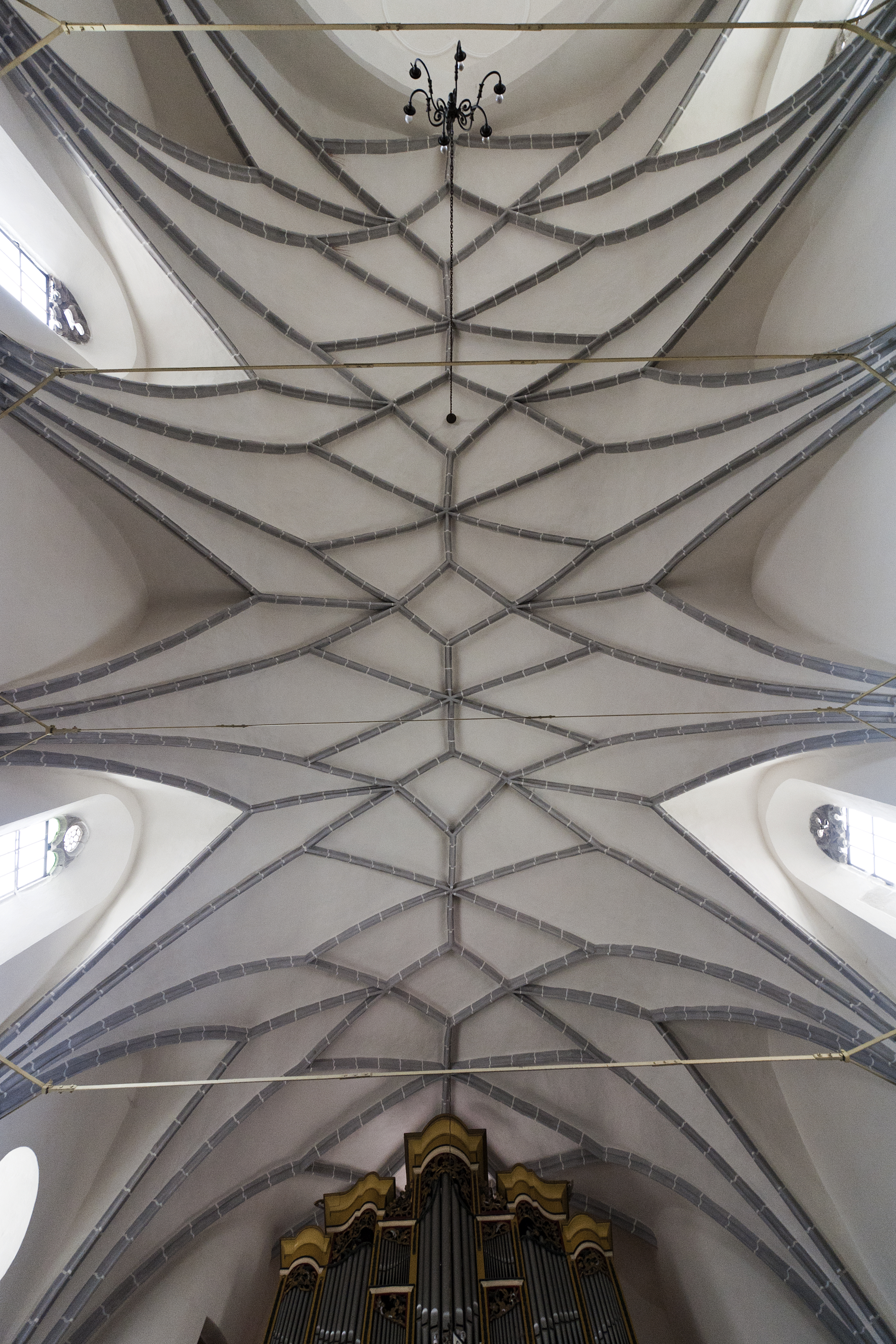
Bóvedas de cruceria
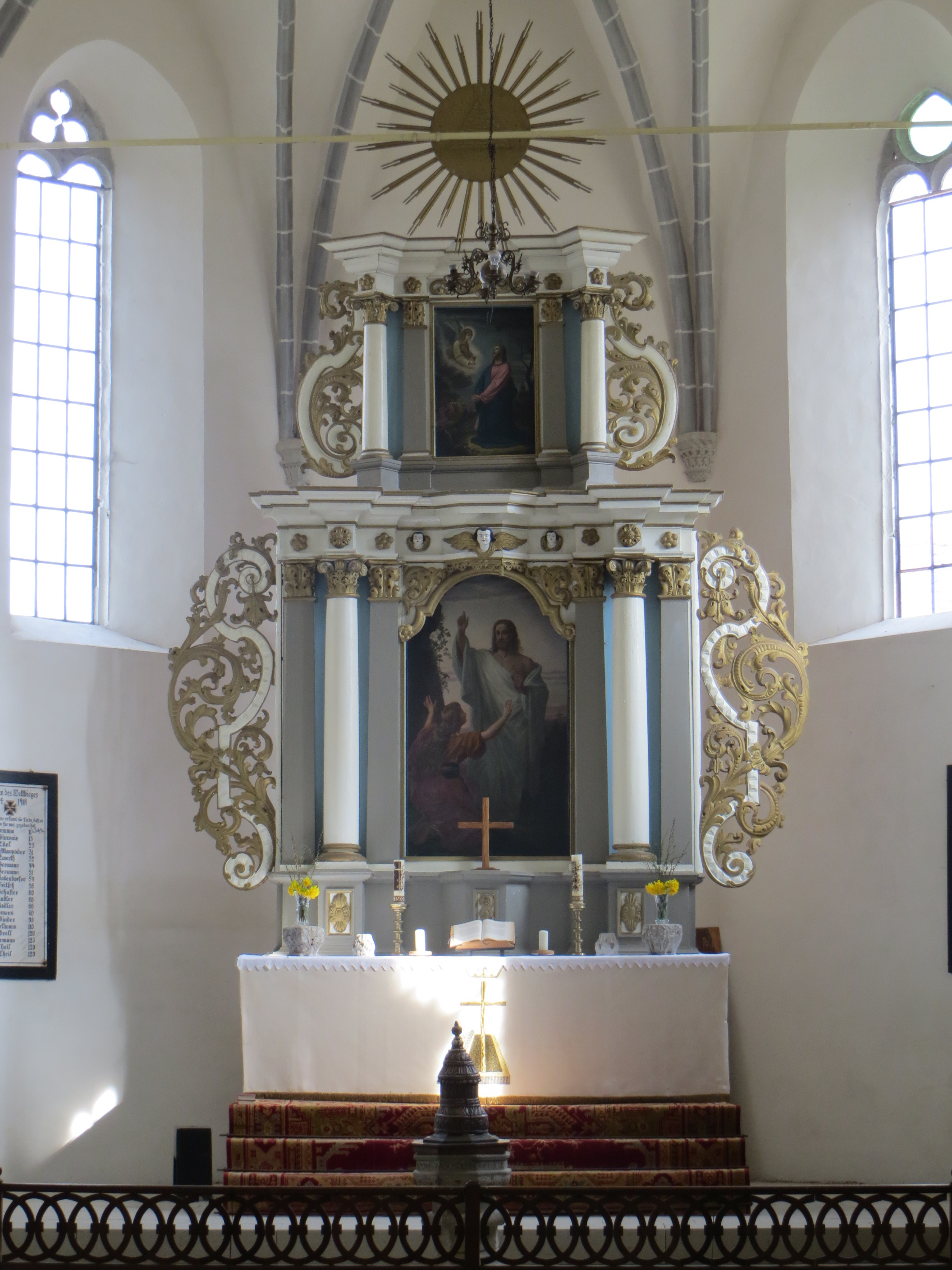
Altar
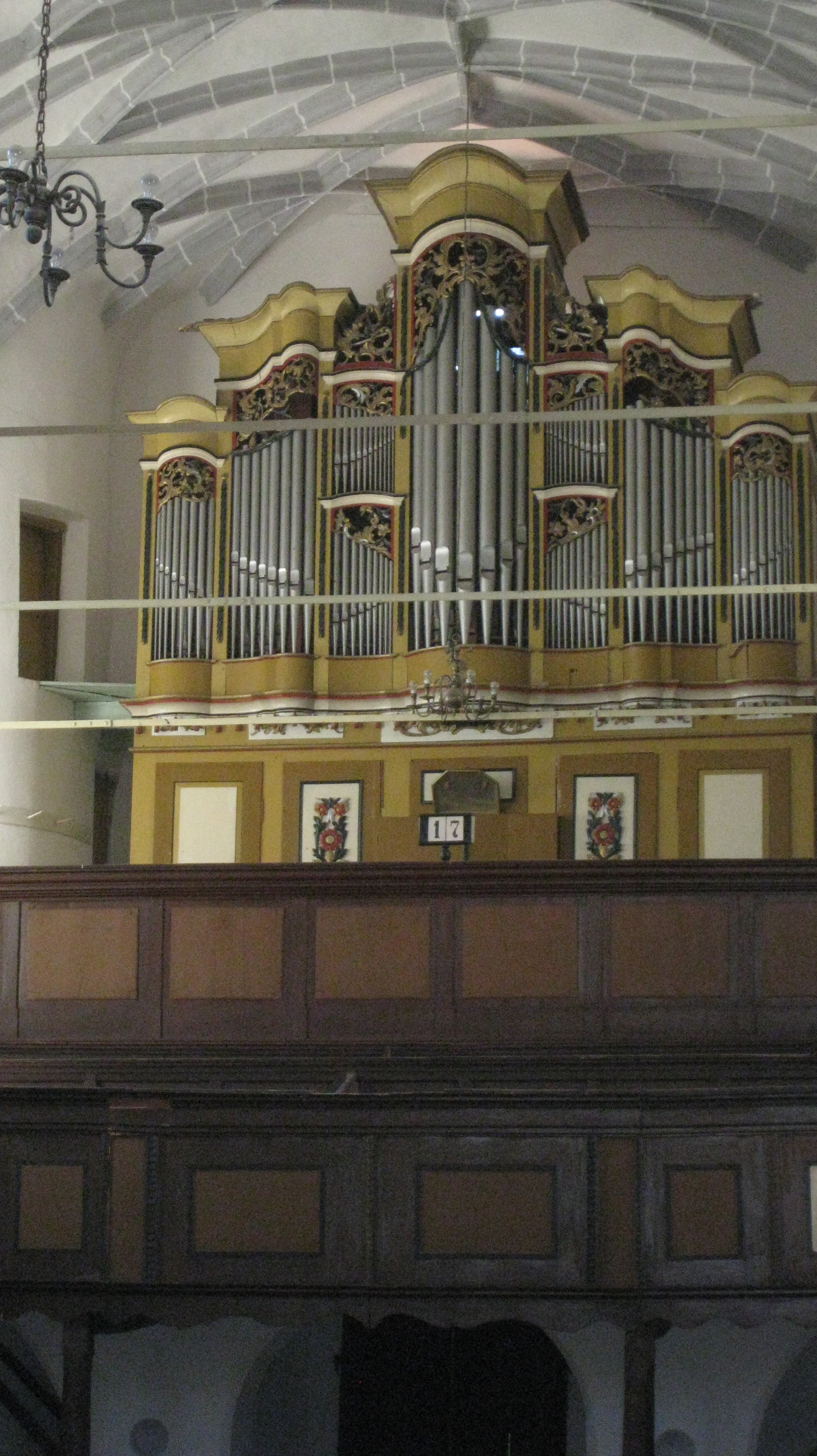
Órgano
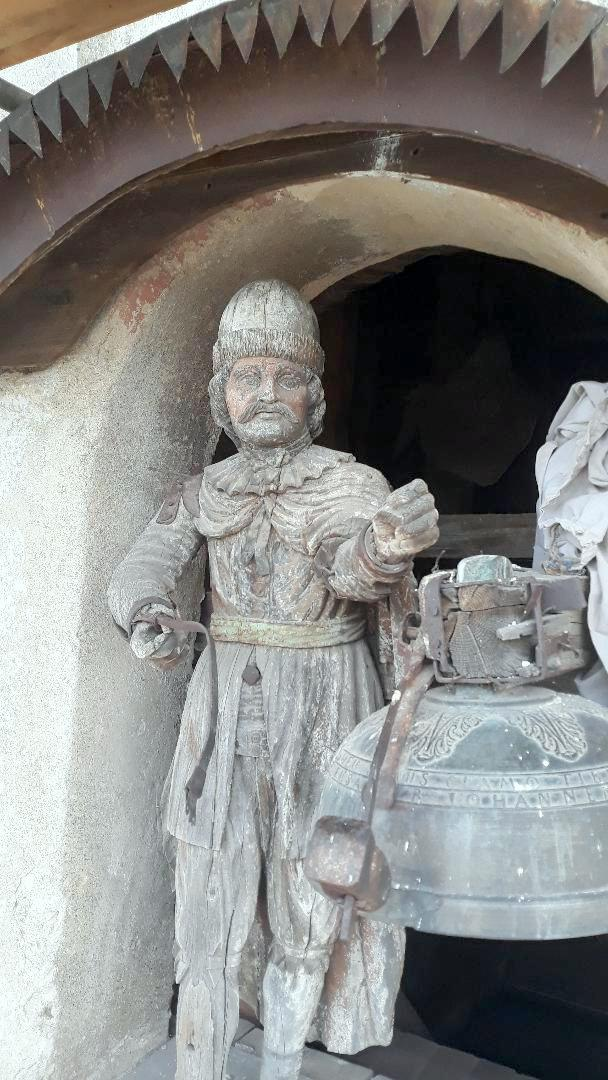
La estatuilla de madera en la torre (Bogdan, para los lugareños) que cada cuarto de hora golpea el tímpano.